# Tyrifjorden
Tyrifjorden je peto po veličini jezero u Norveškoj, nalazi se u južnoj Norveškoj u okrugu Buskerudu. Prostire se u općinama Holeu, Lieru, Modumu i Ringerikeu. Tyrifjorden je kopneni fjord. Sastoji se od glavnog tijela, Storfjordena, i tri grane Holsfjorden, Nordfjorden i Steinsfjorden. Površina jezera je 137 km2, volumen 13 km3, dubina 295 metara, a nalazi se 63 metra iznad morske razine.

## Otoci
Na jezeru se nalaze tri otoka:
- Utøya
- Storøya
- Frognøya